# Ferdinand Gazagne
Ferdinand Gazagne (* 11. April 1815 in Remoulins; † unbekannt) war ein französischer Politiker. Er war von 1879 bis 1885 Mitglied des Senats.
Gazagne arbeitete in seinem Heimatort Remoulins als Notar. Er zog in den Generalrat ein und wurde dessen Vizepräsident. 1879 zog er in den Senat ein und schloss sich dort den linken Republikanern an. 1885 wurde er nicht wiedergewählt. Über sein weiteres Leben ist nichts bekannt.